# Кучаниха
Кучаниха (рос. Кучаниха) — селище у Тогучинському районі Новосибірської області Російської Федерації.
Входить до складу муніципального утворення Кіровська сільрада. Населення становить 121 особа (2010).

## Історія
Згідно із законом від 2 червня 2004 року органом місцевого самоврядування є Кіровська сільрада.

## Населення
| 2002 | 2007 | 2010 |
| ---- | ---- | ---- |
| 181  | →181 | ↘121 |